# Согдійська область
Согді́йська о́бласть (тадж. Вилояти Суғд) — адміністративна одиниця (вілоят) Таджикистану, розташована на північному заході країни, центр — місто Худжанд. Має кордон з Узбекистаном і Киргизстаном. Територія в основному гірська. З півночі розташовані Курамінський хребет і гори Моголтау, з півдня — Туркестанський хребет і Зеравшанські гори.
Площа 26,1 тис. км². Населення — 2 275 тисяч осіб (2006).
Назва Согд вперше згадується в священній книзі «Авесті». Припускають, що це слово мало такі значення: «священний», «палаючий» або «чистий».

## Адміністративний поділ
Вілоят ділиться на 10 районів та 8 міст обласного значення:
Райони
- Айнинський — кишлак Айні
- Аштський — смт Шайдон
- Бободжан-Гафуровський — смт Гафуров
- Деваштіцький — смт Ганчі
- Зафарабадський район — смт Зафарабад
- Кухістані-Мастчохський — смт Мехрон
- Матчинський — смт Бустон
- Джаббар-Расуловський — смт Мехробод
- Спітаменська нохія — смт Наукат
- Шахрістанська нохія — кишлак Шахрістані

Міста обласного значення
- Бустон
- Ґулістон
- Істаравшан (або Істаравшанський район)
- Істіклол
- Ісфара (або Ісфаринський район)
- Канібадам (або Канібадамський район)
- Пенджикент (або Пенджикентський район)
- Худжанд

Обласним центром є місто Худжанд з чисельністю населення 173 тисячі осіб.

## Населені пункти
До складу області входять 8 міст і 23 селища міського типу.

### Міста
- Бустон
- Істаравшан
- Істіклол
- Ісфара
- Ґулістон
- Канібадам
- Пенджикент
- Худжанд

### Селища
- Адрасман
- Бустон
- Ганчі
- Гафуров
- Зарнісор
- Зафарабад
- Зеравшан
- Кансай
- Мехнатабад
- Мехробод
- Мехрон
- Нау
- Наугарзан
- Нефтеабад
- Нурофшон
- Обшорон
- Палас
- Сирдар'їнський
- Сугдійон
- імені Хаміда Алієва
- Чорух-Дайрон
- Шайдон
- Шураб

### Історія
З 1920-х до 1931 року існував Ходжентський округ, з 1938 по 1939 рік — Ленінабадський округ. Ленінабадська область була утворена Указом Президії Верховної Ради СРСР від 27 жовтня 1939 року разом із Сталінабадською, Кулябською та Гармською областями Таджицької РСР. 19 січня 1945 року з південних районів області виділено створену Ура-Тюбинську область (адміністративний центр — місто Ура-Тюбе), яка була ліквідована через 2 роки — 23 січня 1947 року, всі райони останньої повернулися до складу Ленінабадської області. Ленінабадська область була ліквідована 28 березня 1962 року, а відновлена 23 грудня 1970 року. 10 листопада 2000 року область перейменована на Согдійську область (вілоят).

## Керівництво області

### Голови окрвиконкому
1. Авезова Мастура (1938 — 1939)

### Голови облвиконкому
1. Авезова Мастура (1939 — 1945)
2. Рахімджанов Рауф (1945 — 1950)
3. Рустамов Мірзакасим (1950 — 1954)
4. Кахаров Абдулахад Кахарович (лютий 1954 — жовтень 1955)
5. Карімов Хамід (1956 — 1961)
6. Надиров Хамід Талібович (1962)
7. Касимов Усман Касимович (грудень 1970 — 5 вересня 1978)
8. Ахмадалієв Бегалі Расулович (1978 — березень 1985)
9. Беляєв Анатолій Васильович (березень 1985 — січень 1990)
10. Шакіров Джура Рахмонович (1990 — 1992)
11. Хамідов Абдуджаліл Мадамінович (1992 — 1993)

### Голови обласної ради народних депутатів
1. Мірхаліков Темурбай (березень 1990 — 1991)

### Відповідальні секретарі окружкому партії
1. Зуботикін К. (1924 — 1926)
2. Худойбердиєв Х. (1926 — 1927)
3. Раджабов (1927 — 1928)
4. Єпанешников (1928 — 1929)
5. Ходжіяров (1929 — 1931)

### 1-і секретарі окружкому КП(б) Таджикистану
1. Кіпріянов Михайло Володимирович (1938 — 1939)

### 1-і секретарі обкому КП Таджикистану
1. Кіпріянов Михайло Володимирович (1939 — 1940)
2. Буланов Петро Сергійович (1940 — 1949)
3. Обносов Петро Степанович (1949 — 1950)
4. Рахмат-заде Усман Курбанович (1950 — 1952)
5. Ульджабаєв Турсунбай Ульджабайович (1952 — січень 1954)
6. Рустамов Мірзакасим (січень 1954 — 1955)
7. Ібрагімов Халік (1956 — 1961)
8. Абдуллаєв Наджмидін Пашайович (квітень 1961 — березень 1962)
9. Ходжиєв Риф'ят (1971 — 1987)
10. Мірхаліков Темурбай (13 січня 1987 — 21 вересня 1991)

### Голови хукумату
1. Хамідов Абдуджаліл Мадамінович (1995 — 2 лютого 1996)
2. Касимов Касим Рахбарович (2 лютого 1996 — грудень 2006)
3. Расулзада Кохір (27 лютого 2007 — 23 листопада 2013)
4. Кодірі Абдурахмон (23 листопада 2013 — 13 січня 2018)
5. Ахмадзода Раджаббой (13 січня 2018 — по сьогодні)